# Efimova (cràter)
Efimova és un cràter d'impacte en el planeta Venus de 26,5 km de diàmetre. Porta el nom de Nina Simonovich-Efimova (1877-1948), pintora i primera titellaire russa, i el seu nom va ser aprovat per la Unió Astronòmica Internacional el 1985.